# Piotr Brzózka
Piotr Brzózka (nascido em 14 de outubro de 1989) é um ciclista polonês, especialista em cross-country de MTB. Brzózka competiu representando seu país, Polônia, nos Jogos Olímpicos de Verão de 2012 em Londres, onde terminou em trigésimo segundo lugar.